# Bundesautobahn 14

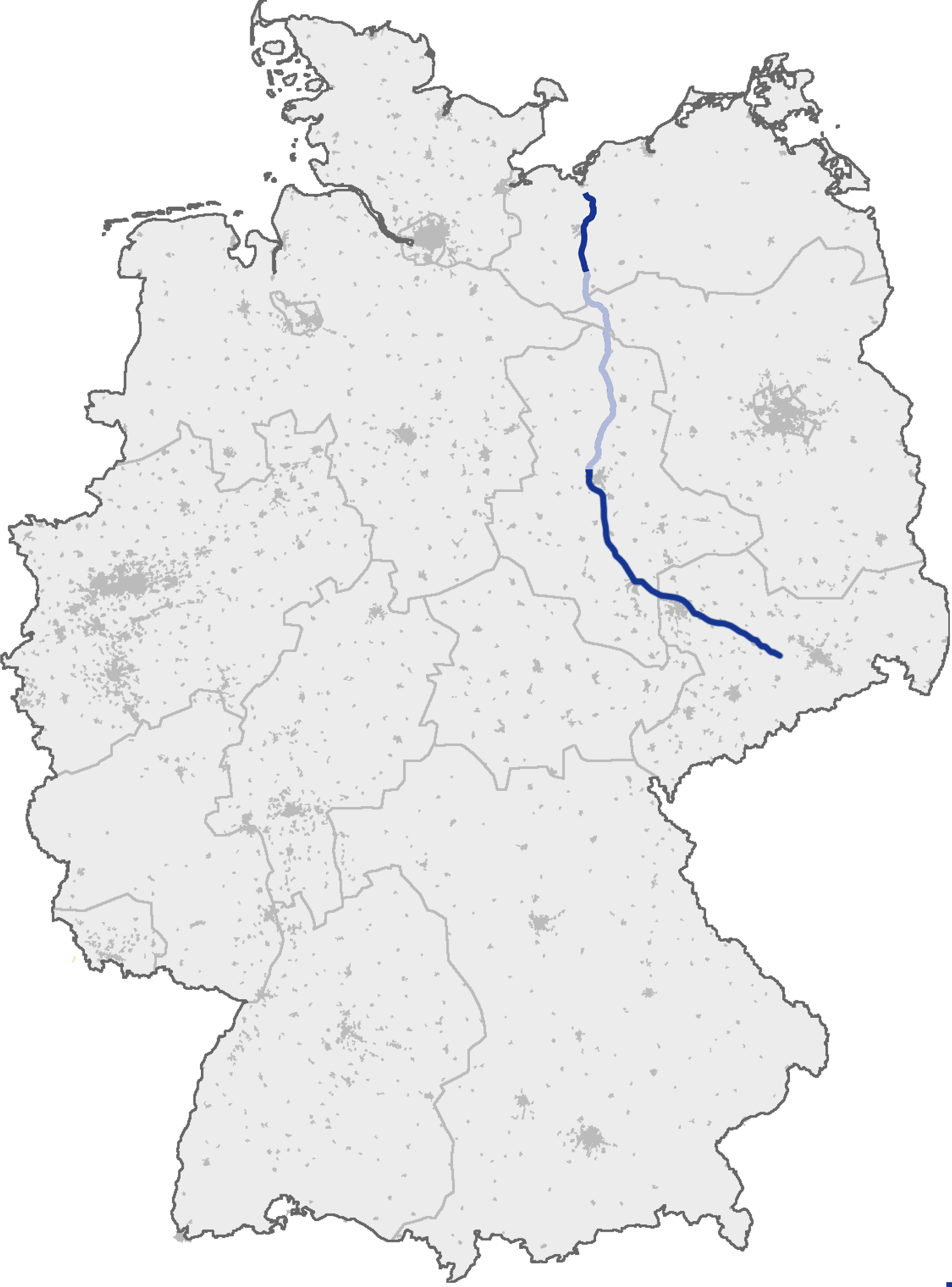
Mapa da localização da auto-estrada A14

Bundesautobahn 14 (em português: Auto-estrada Federal 14) ou A 14, é uma auto-estrada na Alemanha.
A Bundesautobahn 14 tem 248 km de comprimento.

## Estados
Estados percorridos por esta auto-estrada:
- Saxônia-Anhalt
- Saxônia